# Jacques Droz
Jacques Droz (* 12. März 1909 in Paris; † 3. März 1998 ebenda) war ein französischer Historiker.

## Leben
Droz bestand 1932 seine Agrégation und wurde Studienrat am Gymnasium in Colmar. Er wurde 1939 eingezogen und geriet in Kriegsgefangenschaft. Er konnte fliehen und unterrichtete anschließend an verschiedenen Gymnasien der Region von Paris.
1945 wurde Droz für seine Untersuchung über den Einfluss der Französischen Revolution auf den rheinischen Liberalismus zwischen Wiener Kongress 1815 und Märzrevolution 1848 promoviert. Im selben Jahr wurde er Professor am Gymnasium Fustel de Coulanges in Straßburg. Von 1947 bis 1962 war er Professor an der Universität Clermont-Ferrand, ab 1957 war er zudem Dekan in der dortigen geisteswissenschaftlichen Fakultät. Anschließend wurde Droz als Nachfolger von Maurice Baumont als Professor an die Sorbonne berufen, wo er 1972 emeritiert wurde. Viele seiner Werke wurden ins Deutsche und ins Englische übersetzt, besonders die von Droz herausgegebene Reihe Geschichte des Sozialismus, einige auch in weitere Sprachen.
Droz war Experte für die Geschichte der politischen Ideen, insbesondere für Sozialismus und Liberalismus. Außerdem war er Spezialist für die Geschichte des deutschsprachigen Raums. Die Historische Zeitschrift lobte 1968 Droz’ Geschichte der Sozialdemokratie:

„Das vorliegende Werk ist insoweit konkurrenzlos, als es in keinem Lande eine solche allgemeine und zuverlässig über die Hauptfakten orientierende Darstellung gibt, die alle Forschungsergebnisse bis etwa zum Jahre 1960 hin zuverlässig berücksichtigt.“

Seit 1974 war er korrespondierendes Mitglied der Sächsischen Akademie der Wissenschaften. Jacques Droz wurde 88 Jahre alt.

## Schriften
- Le libéralisme rhénan de 1815 à 1848. Sorlot, Paris 1940.
- Histoire diplomatique de 1648 à 1919. Dalloz, Paris 1952.
- Le Socialisme Démocratique, 1864–1960. Armand Colin, Paris 1966.
- Les Causes de la Première Guerre mondiale. Essai d’historiographie. Du Seuil, 1973.
- Histoire de l’antifascisme en Europe 1923–1939. La Découverte, Paris 1985, ISBN 2-707-13445-7 (Neuausgabe 2001).